# Boris Spivacow
José Boris Spivacow (Buenos Aires, Argentina, 17 de junio de 1915 - íd. 16 de julio de 1994) fue un editor argentino, primer gerente general de Eudeba (Editorial Universitaria de Buenos Aires), que bajo su gestión se convirtió en una de las editoriales más importantes de Buenos Aires y del mundo. Luego fundó, junto a otros colaboradores, el Centro Editor de América Latina, proyecto editorial que sin duda ha sido de importancia capital para el desarrollo cultural argentino. Su actividad en el mundo editorial le ha valido muchos reconocimientos y homenajes, entre ellos el Premio Sudamericana de Ciencias Sociales (1989) y el título de Profesor Honorario de la Universidad de Buenos Aires (1994).

## Primeros años
Sus padres eran inmigrantes rusos de origen judío. Eran pobres, su padre pertenecía a una familia de clase media venida a menos que había poseído una fábrica y su madre era de origen humilde. Sus abuelos maternos eran muy religiosos pero sus padres eran ateos. Spivacow refirió de sus padres:

"mamá y papá eran gente revolucionaria. Mamá tenía pensamientos más intuitivos, papá era un intelectual, pero alimentado también por lazos afectivos."

Su madre había estado presa en Rusia a raíz de sus actividades revolucionarias. Fueron frecuentes las charlas sobre los revolucionarios rusos entre Spivacow y su padre.
Spivacow trabajaba en un taller de artículos para la moda que su familia tenía en la Avenida Santa Fe al 1100. Desde joven le gustó leer, sobre todo literatura rusa y francesa y, dentro de esta última, especialmente las obras de Balzac. Sus estudios primarios y secundarios los hizo en escuelas públicas del barrio: la Escuela n° 1 Juan José Castelli y el Colegio Nacional n°2 Domingo Faustino Sarmiento. Frecuentaba la biblioteca de la Casa del Pueblo y la Biblioteca del Maestro.
En 1934, empezó a estudiar Ingeniería Civil en la Universidad de Buenos Aires, pero abandonó enseguida la carrera y en 1936 inició la Licenciatura en Matemáticas, que completó en 1944. Estando en la Universidad ingresó en la Federación Juvenil Comunista, y durante la primera presidencia de Perón sufrió algunas detenciones. Disconforme con imposiciones del peronismo en la universidad -"no estaba dispuesto a ponerme el crespón negro cuando murió Evita", dijo-decidió, después de terminar su licenciatura, alejarse de los claustros universitarios, y se dedicó a las clases particulares.

## Editorial Abril
Dio clases de castellano y de matemáticas, y a lo largo de ese tiempo tiene la oportunidad de enseñar castellano a muchos europeos que venían a la Argentina escapándose de la guerra, entre otros Alberto Levi, Pablo Terni y César Civita; ellos habían llegado con un capital al país y buscaban armar un negocio para ganarse la vida. Junto con otros italianos llamados Leone Amati y Manuel Diena, fundan la Editorial Abril. Spivacow se convirtió entonces en su referente en temas de idioma. Luego, desde 1941 a 1945, realizó para la editorial trabajos de redacción, corrección y consulta sobre textos, en forma independiente, hasta que la coyuntura familiar y económica lo instaron a buscar un puesto permanente. "Fui a Abril y les propuse convertirme en empleado. Después supe que se pegaron un cagazo del demonio: yo era el bohemio y se pensaron que iba a ser un empleado pésimo. Les costaba mucho decirme que no, y me tomaron como redactor."¹ Spivacow pronto se hizo cargo de la sección de libros infantiles de la editorial, reforzando la publicación de distintas colecciones que ya venían saliendo e impulsando otras nuevas, como Bolsillitos, que comenzó vendiéndose en kioscos de revista. Esta modalidad de venta a través de kioscos será retomada por Spivacow en su trabajo al frente del Centro Editor de América Latina.²

## Editorial Universitaria de Buenos Aires
Al caer el gobierno de Perón en 1955, Spivacow es convocado por el matemático Manuel Sadosky para dictar clases en la materia Análisis Matemático, a su cargo, en la Facultad de Ciencias Exactas de la Universidad de Buenos Aires.
En esos años, entre otros proyectos que fueron renovadores y le dieron un impulso enorme a la universidad, se decidió organizar una editorial universitaria, para lo cual contratan los servicios de Arnaldo Orfila Reynal, un editor argentino que por entonces era gerente de la editorial Fondo de Cultura Económica, en México, y que era conocido del interventor de la Universidad de Buenos Aires, Risieri Frondizi. Orfila Reynal puso cierta organización de base en la nueva editorial, y propuso un gerente. Spivacow recibió entonces el apoyo de algunos nombres fuertes en Ciencias Exactas, y se hizo cargo de la editorial en 1958. Trabajó allí junto con su colaboradora Mirian Polak hasta que el gobierno de facto de Onganía intervino la Universidad y se produjo el 28 de julio de 1966 la Noche de los bastones largos, por lo que un mes después dejó el trabajo y el 21 de septiembre de 1966 creó, junto a excolaboradores de Eudeba, el Centro Editor de América Latina.

## Centro Editor de América Latina
El Centro Editor de América Latina hereda de Eudeba una filosofía de trabajo: el libro es un artículo de primera necesidad. Pero Eudeba contaba con financiamiento estatal y apoyo directo de la universidad. El CEAL tuvo que vérselas con diversos avatares económicos y políticos, pese a lo cual publicó casi 5000 títulos, agrupados en 77 colecciones desde su fundación en 1966 y hasta 1995 en que cerró sus puertas. El secreto estuvo en que, para Spivacow, la editorial era un proyecto rentable en tanto y por cuanto le permitía seguir sacando los libros que la gente debía leer; así, las colecciones que se vendían bien solventaban a esas otras que devenían en fracasos comerciales. En el CEAL Spivacow extremó los recursos que ya había implementado en Eudeba: la amplitud temática y de públicos, la difusión de los materiales en todo el país e incluso también en el exterior, la calidad de los contenidos y el tono de divulgación. Se ha dicho que ni Eudeba ni el CEAL fueron proyectos editoriales rentables; sin embargo, puede decirse que Spivacow llevó adelante empresas eficientes con el único objetivo que en verdad le importaba: libros para todos, más libros para más. Para eso, el dinero le alcanzó lo suficiente, y dejó como herencia dos proyectos culturales sin parangón.

## Biblioclastía y el CEAL
Entre otros avatares políticos, durante el llamado Proceso de Reorganización Nacional, en particular el 7 de diciembre de 1978, los depósitos que el Centro Editor alquilaba en Avellaneda fueron allanados y clausurados por inspectores municipales y por el Cuerpo de Caballería de la región, deteniendo a 14 empleados que se encontraban trabajando en el lugar. Spivacow decidió presentarse ante el juez y explicar que él era el único responsable de que aquellos libros insumisos circularan en la Argentina, pidiendo por la liberación de los trabajadores, tras lo cual los empleados fueron efectivamente liberados. El editor no fue detenido en esa ocasión, pero se resolvió que el destino del millón y medio de libros incautados no era otro que el fuego. Así, un año y medio después, el gobierno de facto organizó en un baldío de Sarandí la que acaso haya sido la quema de libros más grande en la historia argentina, provocando un fuego que ardió durante todo un día y cuyas brasas siguieron encendidas por varios más.

## Últimos años
En 1991 se le declaró y desarrolló una rara enfermedad denominada apnea del sueño. A pesar de los inconvenientes que le trae la enfermedad siguió al frente del CEAL, proyectando más y más colecciones. Finalmente, el 16 de julio de 1994 murió, a los 79 años.
Si en la editorial ingresaba dinero, se reinvertía en papel y tinta otra vez. Pero ese modo de trabajo generó, finalmente, un nivel de endeudamiento tan grande que sus hijos tuvieron que dejar morir la editorial, pues de otro modo corrían peligro de verse arrastrados económicamente por su quiebra.
El 2 de diciembre del 2008 la Legislatura de la Ciudad de Buenos Aires entregó a sus hijos, Irene y Miguel, una plaqueta por "la tarea realizada por el primer director de Eudeba en pro de la cultura y la promoción y socialización de la lectura". En el discurso de agradecimiento de la familia, su hijo Miguel puntualizó: "Creo que si mi padre estuviera vivo habría aceptado este homenaje como un tributo del pueblo de nuestra ciudad de Buenos Aires, a la que tanto quiso. Pero creo que también no hubiera dejado de decir que esta aceptación no borra ni un ápice su profunda enemistad con algunos personajes que fueron ayer cómplices de la dictadura y hoy se visten con otros ropajes. Mi padre fue un luchador y jamás negoció sus convicciones. Era una persona a la que no le interesaban mucho las distinciones pero sí le interesaba la honestidad. Por esto me resulta importante repetir desde qué lugar creo yo que hubiera aceptado este homenaje: desde la izquierda y la cultura popular, desde el compromiso con nuestro pueblo argentino, largamente maltratado por sus dirigentes, desde ese lugar independiente y comprometido en el que siempre estuvo, en el que el objetivo fundamental era, seguiría siendo, un mundo más justo y solidario."